# 意大利足球丁级联赛
意大利足球丁级联赛（義大利語：Serie D，簡稱「意丁」），是意大利足球联赛系统的第 4 级别，亦是非职业联赛的最高級別。丁級聯賽包括 166 支球隊，分為 9 個組別，每個組別有 18–20 支隊伍不等。

## 结构
丁级联赛按地理分为9个区
- A区：皮埃蒙特、利古里亚、瓦莱达奥斯塔的球队
- B区：伦巴第、皮埃蒙特
- C区：威尼托
- D区：伦巴第
- E区：托斯卡纳、翁布里亚、拉齐奥
- F区：翁布里亚
- G区：撒丁
- H区：坎帕尼亚
- I区：坎帕尼亚